# Клиник, Эдвард
Э́двард Кли́ник (пол. Edward Klinik; 21 июля 1919, Werne, Бохум — 24 августа 1942, Мюнхенская площадь, Дрезден) — блаженный Римско-католической церкви, мирянин, мученик. Входит в число 108 блаженных польских мучеников, беатифицированных римским папой Иоанном Павлом II во время его посещения Варшавы 13 июня 1999 года.

## Биография
Эдвард Клиник закончил Салезианский Ораторий в Познани. Принадлежал к организации «Добровольческий отряд Западных Земель». Был арестован Гестапо 23 сентября 1940 года. 16 ноября 1940 года был интернирован в берлинскую тюрьму Neukölln, 23 апреля 1941 года — в концентрационный лагерь Цвикау. Был казнён 1 августа 1942 года в Дрездене, Германия.

## Прославление
13 июня 1999 года был беатифицирован римским папой Иоанном Павлом II вместе с другими польскими мучениками Второй мировой войны.
День памяти — 12 июня.